# Winziger Fichtenborkenkäfer

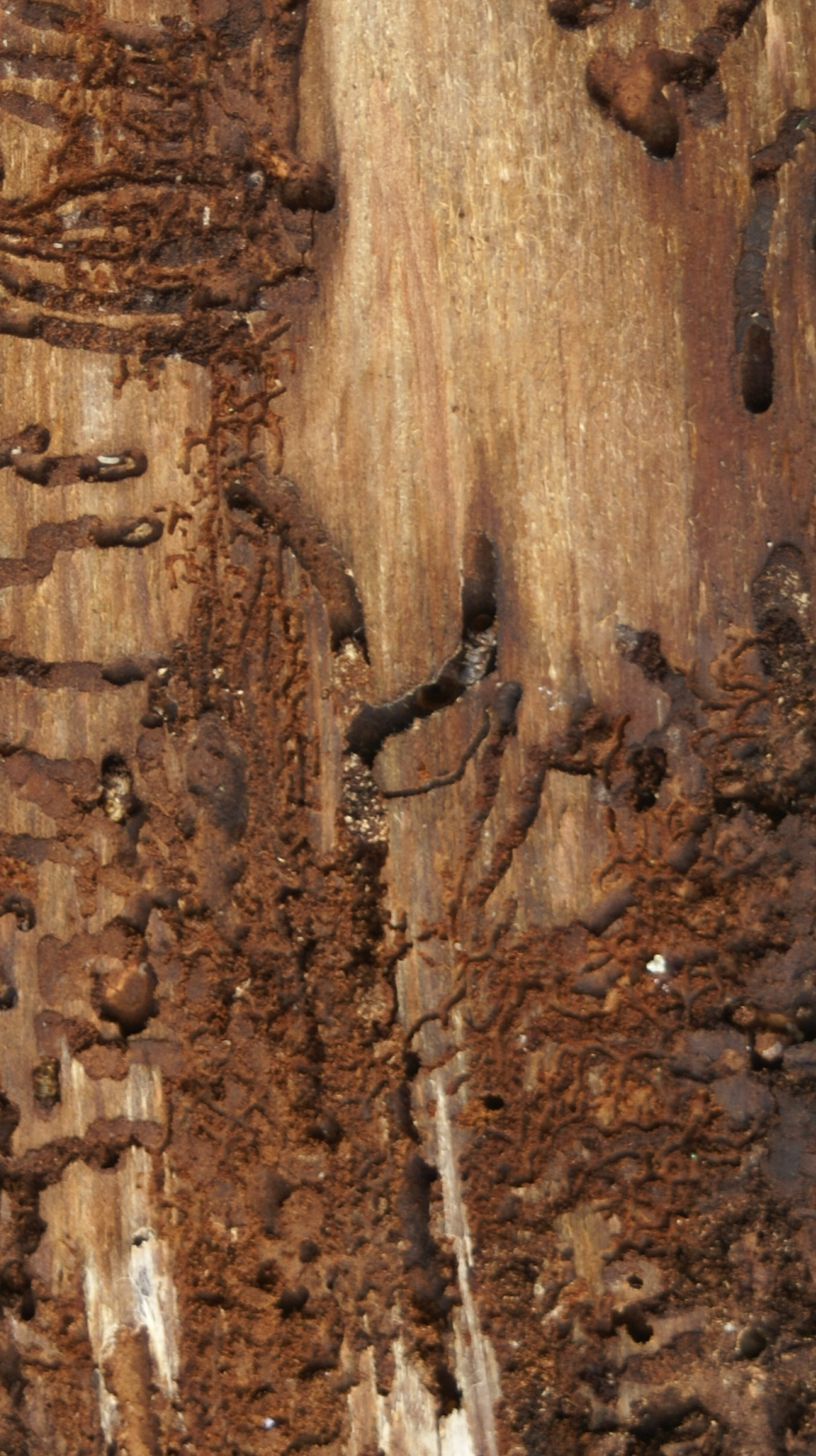
Larvengänge in und neben Larvengängen des Buchdruckers

Der Winzige Fichtenborkenkäfer (Crypturgus pusillus) ist ein Rüsselkäfer aus der Unterfamilie der Borkenkäfer (Scolytinae). Da er seine Brutsysteme in der Rinde der Wirtsbäume anlegt, wird er den Rindenbrütern zugerechnet. Er lebt monogam an Nadelbäumen als Raumparasit in der Nähe und in Gangsystemen anderer Borkenkäfer.

## Merkmale
Die schwarzbraun gefärbten Käfer werden ein bis 1,2 Millimeter lang und haben einen walzenförmigen Körper. Der Halsschild verdeckt von oben gesehen den Kopf und ist ausschließlich punktiert, das heißt ohne Höcker und Schuppen. Die matten Flügeldecken weisen feine Schuppen auf. Die Fühler und Beine sind hellbraun, die Fühlergeißel ist zweigliedrig und die Fühlerkeule hat eine angedeutete Naht. Sie ist unregelmäßig und breit eiförmig.

## Verbreitung
Die Art ist in Europa verbreitet.

## Lebensweise
Der Winzige Fichtenborkenkäfer kommt vor allem an Fichten (Picea), vorzugsweise der Gemeinen Fichte (Picea abies), aber auch der Sibirischen Fichte (Picea obovata), der Kaukasus-Fichte (Picea orientalis) und Picea ayanensis vor. Auch nutzt er Tannen (Abies) und Kiefern (Pinus) und kommt gelegentlich an Douglasie (Pseudotsuga menziesii) und Europäischer Lärche (Larix decidua) vor. Er besiedelt das Rindengewebe in und neben den Gangsystemen anderer Borkenkäferarten. Das Fraßbild ist durch kurze, unregelmäßige, gebogene, spornförmige, geschlängelte Larvengänge gekennzeichnet. Sie setzen gerne an den Muttergängen bzw. Larvengängen der anderen rindenbrütenden Arten an und können dann in unbesiedeltes Rindengewebe vorgetrieben werden. Als Raumparasit können sie die Entwicklung der anderen rindenbrütenden Käfer behindern, da durch das bereits zerfressene Rindengewebe diesen die notwendigen Nährstoffe für eine optimale Entwicklung fehlen. Es kommt zur Ausbildung von zwei Generationen. Die Flugzeit ist von April bis Mai.

### Synonyme
Aus der Literatur sind folgende Synonyme bekannt:
- Bostrichus pusillus Gyllenhal, 1813
- Bostrichus aphodiodes Villa, 1833
- Crypturgus parallelocollis Eichhoff, 1881 (für den männlichen Käfer)
- Crypturgus atomus LeConte, 1868
- Crypturgus gaunersdorferi Reitter, 1885
- Crypturgus cribrellus Reitter, 1894
- Polygraphus minimus Stebbing, 1903
- Crypturgus maulei Roubal, 1910
- Crypturgus danicus Eggers, 1922
- Crypturgus cylindricollis Eggers, 1940